# Marc Botenga
Marc Botenga (nascido em 29 de dezembro de 1980) é um político belga eleito membro do Parlamento Europeu em 2019.